# Tribler
Tribler is vrij en opensource-peer-to-peer-programma voor onder meer Windows, Mac en Linux. In 2007 bestond het ontwikkelaarsteam uit 20 Nederlanders, personen van zowel de TU Delft als de Vrije Universiteit uit Amsterdam. Tribler zou de mogelijkheid bieden videocontent (van bijvoorbeeld YouTube) met een BitTorrent-methode te doorzoeken wat dan bekeken kan worden via internet. Het zou ook geschikt gemaakt worden voor settopboxen.
Onder andere  de Nederlandse Publieke Omroep, het Duitse ZDF, de Britse BBC en Ilse Media toonden interesse in de gebruiksmogelijkheden omdat deze software het goedkoop uitzenden van televisieprogramma's via internet, in een afgeschermde omgeving, mogelijk maakt.
Tribler is ontwikkeld binnen het door de Nederlandse overheid gefinancierde I-Shareproject. In dit project wordt onder meer nieuwe peer-to-peertechnologie zoals videodistributie onderzocht. Tribler heeft dan ook geen winstoogmerk. Het onderzoeksteam staat onder leiding van Johan Pouwelse.
Tribler wil echter wel het maken van illegale kopieën ontmoedigen door het bijhouden van gegevens en de geschiedenis van gebruikers, aldus promovendus Pawel Garbacki.